# Миразелва
Миразелва (порт. Miraselva) — муниципалитет в Бразилии, входит в штат Парана. Составная часть мезорегиона Северо-центральная часть штата Парана. Входит в экономико-статистический микрорегион Порекату. Население составляет 1848 человек на 2006 год. Занимает площадь 90,294 км². Плотность населения — 20,5 чел./км².
Праздник города — 11 ноября.

## Статистика
- Валовой внутренний продукт на 2003 год составляет 14 315 556,00 реалов (данные: Бразильский институт географии и статистики).
- Валовой внутренний продукт на душу населения на 2003 год составляет 7534,50 реалов (данные: Бразильский институт географии и статистики).
- Индекс развития человеческого потенциала на 2000 год составляет 0,787 (данные: Программа развития ООН).